# Informationsfluss (UML)
Informationsfluss (englisch InformationFlow) ist ein Modellelement in der Unified Modeling Language (UML), einer Modellierungssprache für Software und andere Systeme. Der Informationsfluss beschreibt in Form einer gerichteten Beziehung auf abstrakter Ebene den Austausch von Informationseinheiten zwischen zwei Elementen. Dabei kann es sich um Akteure, Anwendungsfälle, Klassen, Ports, Rollen, Schnittstellen, Pakete oder Objekte handeln.

## Notation

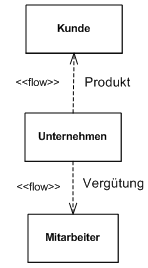
Beispiel eines Modells mit zwei Informationsflüssen

Informationsflüsse werden als gestrichelter Pfeil mit dem Schlüsselwort «flow» und dem Bezeichner der ausgetauschten Informationseinheit dargestellt.
Das Modell in der Abbildung links spezifiziert, dass vom Unternehmen Produkte zum Kunden und Vergütungen zu den Mitarbeitern fließen. Das Modell schweigt sich noch darüber aus, woraus diese Produkte und die Vergütungen im Detail bestehen und womit diese an die Kunden bzw. an die Mitarbeiter übertragen werden.

## Unterschied zur UML 1.x
Informationsfluss wurde in der Version 2.0 der UML neu eingeführt.